# Lophocampa
Lophocampa is een geslacht van vlinders van de familie spinneruilen (Erebidae).

## Soorten
- L. aenone Butler, 1878
- L. affinis Rothschild, 1909
- L. albescens Rothschild, 1909
- L. albipennis Hampson, 1904
- L. alsus Cramer, 1775
- L. alternata Grote, 1867
- L. amaxiaeformis Rothschild, 1910
- L. andensis Schaus, 1896
- L. annulosa Walker, 1855
- L. argentata Packard, 1864
- L. arpi Dognin, 1923
- L. atomosa Walker, 1855
- L. atriceps Hampson, 1901
- L. atrimaculata Hampson, 1901
- L. bicolor Walker, 1855
- L. caryae Harris, 1841
- L. catenulata Hübner, 1812
- L. cibriani Beutelspacher, 1986
- L. citrina Sepp, 1852
- L. citrinula Bryk, 1953
- L. debilis Schaus, 1920
- L. dinora Schaus, 1924
- L. distincta Rothschild, 1909
- L. dognini Rothschild, 1910
- L. endolobata Hampson, 1901
- L. endrolepia Dognin, 1908
- L. fasciata Rothschild, 1909
- L. grotei Schaus, 1904
- L. hyalinipuncta Rothschild, 1909
- L. indistincta Barnes & McDunnough, 1910
- L. ingens Edwards, 1881
- L. labaca Druce, 1890
- L. laroipa Druce, 1893
- L. longipennis Dognin, 1908
- L. luxa Grote, 1866
- L. maculata Harris, 1841
- L. margona Schaus, 1896
- L. maroniensis Schaus, 1905

- L. mixta Neumoegen, 1882
- L. modesta Kirby, 1892
- L. montana Schaus, 1911
- L. nimbifacta Dyar, 1912
- L. niveigutta Walker, 1856
- L. pectina Schaus, 1896
- L. petulans Dognin, 1923
- L. problematica Reich, 1934
- L. propinqua Edwards, 1884
- L. pseudomaculata Rothschild, 1910
- L. pura Neumoegen, 1882
- L. romoloa Schaus, 1933
- L. ronda Jones, 1908
- L. roseata Walker, 1866
- L. russus Rothschild, 1909
- L. scripta Grote, 1867
- L. seruba Herrich-Schäffer, 1855
- L. sesia Sepp, 1852
- L. significans Edwards, 1888
- L. sobrina Stretch, 1872
- L. sobrinoides Rothschild, 1910
- L. subannula Schaus, 1911
- L. subfasciata Rothschild, 1910
- L. subvitreata Rothschild, 1922
- L. teffeana Schaus, 1933
- L. testacea Möschler, 1878
- L. texta Herrich-Schäffer, 1855
- L. thyophora (Schaus, 1896)
- L. tucumana Rothschild, 1909
- L. uniformis Rothschild, 1910
- L. variegata Reich, 1934